# Willy Bandholz
Willy Bandholz, nemški rokometaš, * 28. julij 1912, Schenefeld, † 29. januar 1999, Rimini, Italija.
Leta 1936 je na poletnih olimpijskih igrah v Berlinu v sestavi nemške rokometne reprezentance osvojil zlato olimpijsko medaljo.